# Gid Tanner
James Gideon Tanner (6. juni 1885 i Thomas Bridge tæt på Monroe, Georgia – 13. maj 1960 i Dacula, Georgia) var en amerikansk oldtime-spillemand ,og en af de tidligste stjerner af det der kom til at hedde country musik. Hans band Skillet Lickers var nogle af de mest innovative og indflydelsesrige strengbands i 1920'erne og 1930'erne. Deres mest berømte medlem var Clayton McMichen (violin og vokal) og den blinde Riley Puckett (guitar og vokal).
- Et kendt nummer sammen med bandet Skillet Lickers